# Властный (миноносец)
«Властный» — эскадренный миноносец Российского Императорского флота типа «Форель».

## Строительство
Заказан по судостроительной программе «Для нужд Дальнего Востока». 11 января 1899 года зачислен в списки судов Российского флота под названием «Кефаль», 28 февраля 1901 года спущен на воду. 9 марта 1902 года переименован в «Властный». Вступил в строй 27 июня 1902 года. На испытаниях превысил контрактную скорость на 2 узла. После испытаний отправился в Кронштадт, куда прибыл 4 августа 1902 года.

## Служба
С 24 сентября 1902 года по 5 мая 1903 года совершил переход из Кронштадта в Порт-Артур, где вошёл в состав Первого отряда миноносцев Первой Тихоокеанской эскадры.
С началом Русско-японской войны «Властный» принял активное участие в боевых действиях, неся сторожевую службу на внешнем рейде и совершая разведывательные походы. За первый месяц войны миноносец выходил в море с различными боевыми заданиями 11 раз. 26 февраля 1904 года «Властный» принял участие в бою миноносцев у Порт-Артура. В этом бою четвёрке эскадренных миноносцев русского отряда противостояли четыре японских «истребителя». После обнаружения кораблей противника «Властный» вслед за флагманским миноносцем в 3 часа 30 минут открыл огонь по ним. Японские корабли, в свою очередь, сосредоточили огонь на «Властном» и «Выносливом». Видя бедственное положение «Выносливого», командир «Властного» повёл свой корабль на помощь и попытался таранить японский миноносец «Асасиво». Вместо тарана по японскому кораблю выпустили две торпеды, причём, по наблюдениям с русского корабля, противник был потоплен (японской стороной эти данные опровергаются: по их утверждениям, «Асасиво» имел сильный выброс пара после попадания русского снаряда в машинное отделение и якобы русские приняли этот выброс за попадание торпеды). Через несколько минут «Властный» имел скоротечный контакт с миноносцем «Касуми». В ходе нового короткого столкновения японцы не выдержали огня и, погасив прожектор, резко сменили курс. После окончания боя «Властный» был протаранен «Внимательным» и получил новые повреждения. В общей сложности, в ходе боя миноносец получил несколько попаданий, наибольшие повреждения на этом корабле причинил 76-мм снаряд с миноносца «Асасиво», взорвавшийся в носовом кубрике. В экипаже погиб один матрос, ранены 1 офицер и 7 матросов; «Властный» расстрелял по японцам 53 снаряда.
В мае и июне «Властный» активно участвовал в поддержке русских войск у Цзиньчжоу. За это время миноносец в составе отряда принял участие в нескольких кратковременных столкновениях с японскими кораблями. После боя 28 июля миноносец вернулся в Порт-Артур. В боевых действиях в конце осады Порт-Артура «Властный» практически не принимал участия из-за сильного износа механизмов. Перед сдачей Порт-Артура 19 декабря миноносец прорвался в Чифу и был там интернирован до окончания военных действий.
2 января 1905 года «Властный» вошёл в состав Сибирской флотилии. В 1912—1913 годах прошёл капитальный ремонт с перевооружением.
С 27 января по 25 августа 1916 года совершил переход из Владивостока в Архангельск и 22 ноября 1916 года перечислен в состав Флотилии Северного Ледовитого океана. 24 сентября 1916 года у села Цып-Наволок эсминец имел столкновение с германскими подводными лодками U-43 и U-46, закончившееся погружением последних. Один из снарядов миноносца поразил вражескую субмарину, но и им удалось добиться одного попадания, разбив прожектор на «Властном».
В феврале 1917 года ушел в Англию на капитальный ремонт, где в ноябре 1917 года был незаконно реквизирован британским правительством. В мае 1918 года передан белогвардейскому командованию в обмен на уголь, но 14 мая 1921 года возвращен РСФСР и в 1922 году продан совместному советско-германскому акционерному обществу «Деруметалл» для разборки.

## Командиры
- Вердеревский, Дмитрий Николаевич (командовал миноносцем в июне 1904 года)[источник не указан 144 дня]
- Карцов, Виктор Андреевич (С 1903 года командир миноносца «Властный», входившего в состав Порт-Артурской эскадры. С началом русско-японской войны принимал активное участие в боевых действиях, в том числе в бою 26 февраля 1904 года с японскими миноносцами. В мае списан на берег в связи с болезнью, после выздоровления воевал на сухопутном фронте, был ранен 9 августа во время боя за редуты № 1 и № 2. Через месяц возвращён на «Властный». Накануне сдачи крепости Порт-Артур прорвался на «Властном» в Чифу с секретными документами и знаменами (20.12.1904), где «Властный» был интернирован.)
- Александров Г. И. (1916)